# کریس تومک
کریس تومک (انگلیسی: Chris Tomek؛ زادهٔ ۱۹ مهٔ ۱۹۶۴) بازیکن فوتبال اهل ایالات متحده آمریکا است.
وی همچنین در تیم ملی فوتبال زنان ایالات متحده آمریکا بازی کرده‌است.